# リーガ3 (ポルトガル)
リーガ3（ポルトガル語: Liga 3）は、ポルトガルのサッカーリーグのうち、上から3番目のリーグである。セミプロフェッショナルのリーグで、ポルトガルサッカー連盟の管轄下に置かれている。

## 歴史
1990-91シーズンにリーガ・デ・オンラ（現在のセグンダ・リーガ）が設立されると、1934年に設立されたセグンダ・ディヴィソンは3部となった。このため、セグンダ・ディヴィソンBに改名した。以降はノルテ、セントロ、スルの3地域に分かれて3部リーグは実施されていた。2005年にはセリエA、セリエB、セリエC、セリエDの4地域に分かれての実施となったが、2009年に再び3地域分割に戻っている。
2013年に3部リーグはテルセイラ・ディヴィソンとの統合に伴って、48チームから80チームへと増え、10チーム×8地域の形で実施されるようになった。
2021-22シーズンにポルトガルサッカー連盟は、3部リーグであったカンピオナート・デ・ポルトガルを4部にして、新たに2地域分割から成り立つリーガ3を設立した。24チームで始まったリーガ3は2023-24シーズンから20チームへと数を減らした。

## 大会形式
リーグはファーストステージと、その戦績によって昇格ステージか降格ステージかに割り振られたセカンドステージの二つのステージで成り立っている。

### ファーストステージ
ファーストステージでは20クラブがセリエAとセリエBの2地域に本拠地の位置によって分けられる。そのセリエ内でホーム・アンド・アウェーの総当たりを2周行う形が取られている。各セリエの上位4チームが昇格ステージに、それ以外が降格ステージへと進む。

### 昇格ステージ
8チームが参加する昇格ステージでは、戦績をリセットしてホーム・アンド・アウェーの総当たり2周を行う。上位2チームはセグンダ・リーガに自動昇格、3位のチームはセグンダ・リーガ16位のクラブと入替戦を行う。

### 降格ステージ
残る12チームは降格ステージに参加する。戦績はリセットされるが、ファーストステージのセリエでの順位が5位であれば勝ち点6、10位であれば勝ち点1の勝ち点を予め獲得し、またファーストステージでの順位に応じて2つのセリエに分けられる。各セリエでホーム・アンド・アウェーの総当たりを2周行い、下位2チームずつがカンペオナート・デ・ポルトゥガルに降格する。セリエの振り分けは下記の通りで、AとBはファーストステージでの所属セリエ、順位はファーストステージでの順位をそれぞれ示している。
| セリエ1 | セリエ2 |
| ------- | ------- |
| 5位A    | 5位B    |
| 6位B    | 6位A    |
| 7位B    | 7位A    |
| 8位A    | 8位B    |
| 9位A    | 9位B    |
| 10位B   | 10位A   |

## シーズン
| シーズン | 優勝               | 準優勝           | 3位                      |
| -------- | ------------------ | ---------------- | ------------------------ |
| 2021-22  | トレエンセ         | オリヴェイレンセ | アルヴェルカ(残留)       |
| 2022-23  | ウニオン・レイリア | ベレネンセス     | ヴィラヴェルデンセ(昇格) |
| 2023-24  | アルヴェルカ       | フェルゲイラス   | ルシタニア(残留)         |